# Diocesi di Troyes

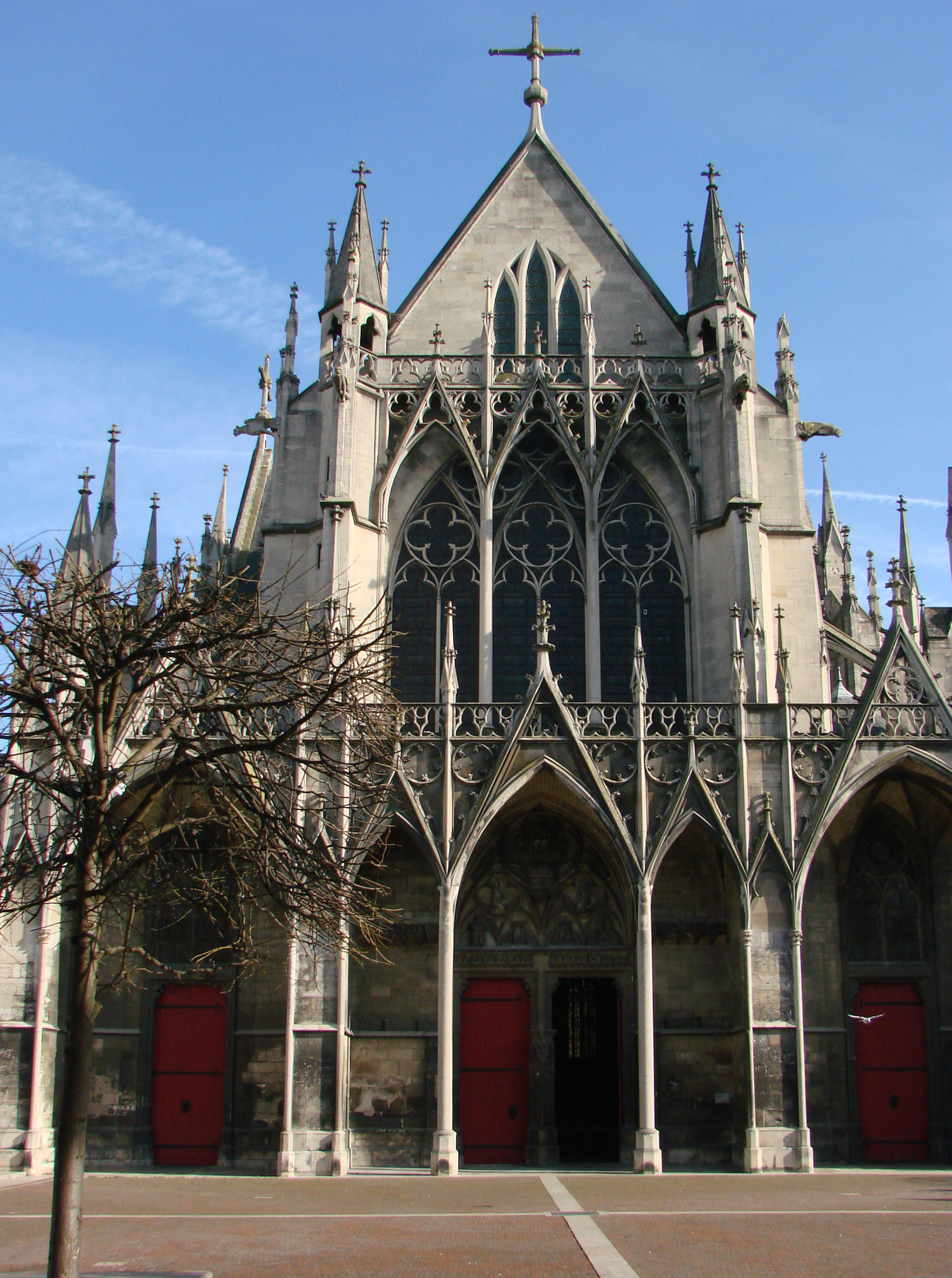
La basilica di Sant'Urbano a Troyes.

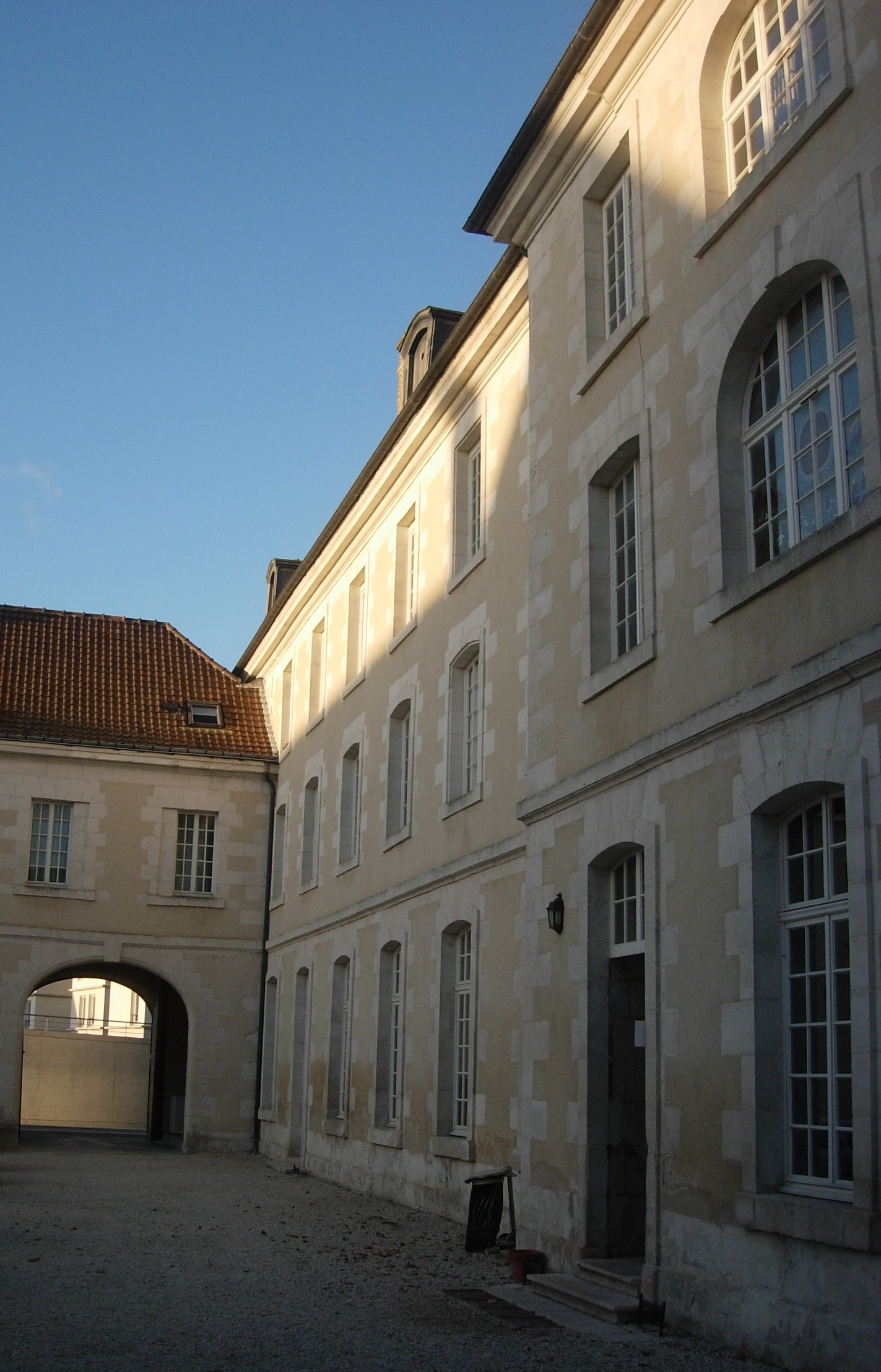
L'antico seminario maggiore della diocesi.

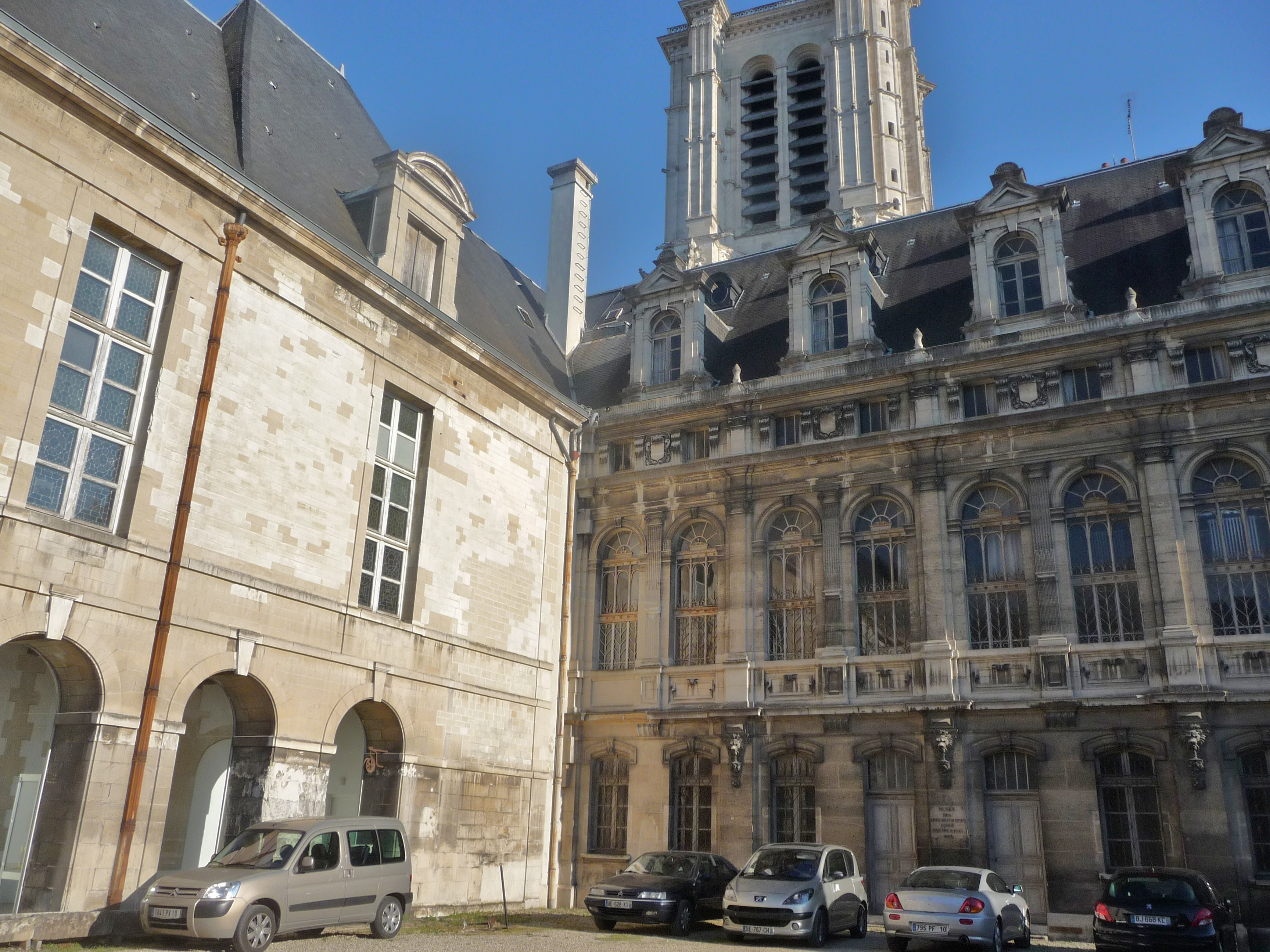
L'abbazia di Lupo di Troyes, eretta nel IX secolo, ospita oggi il Musée des beaux-arts.

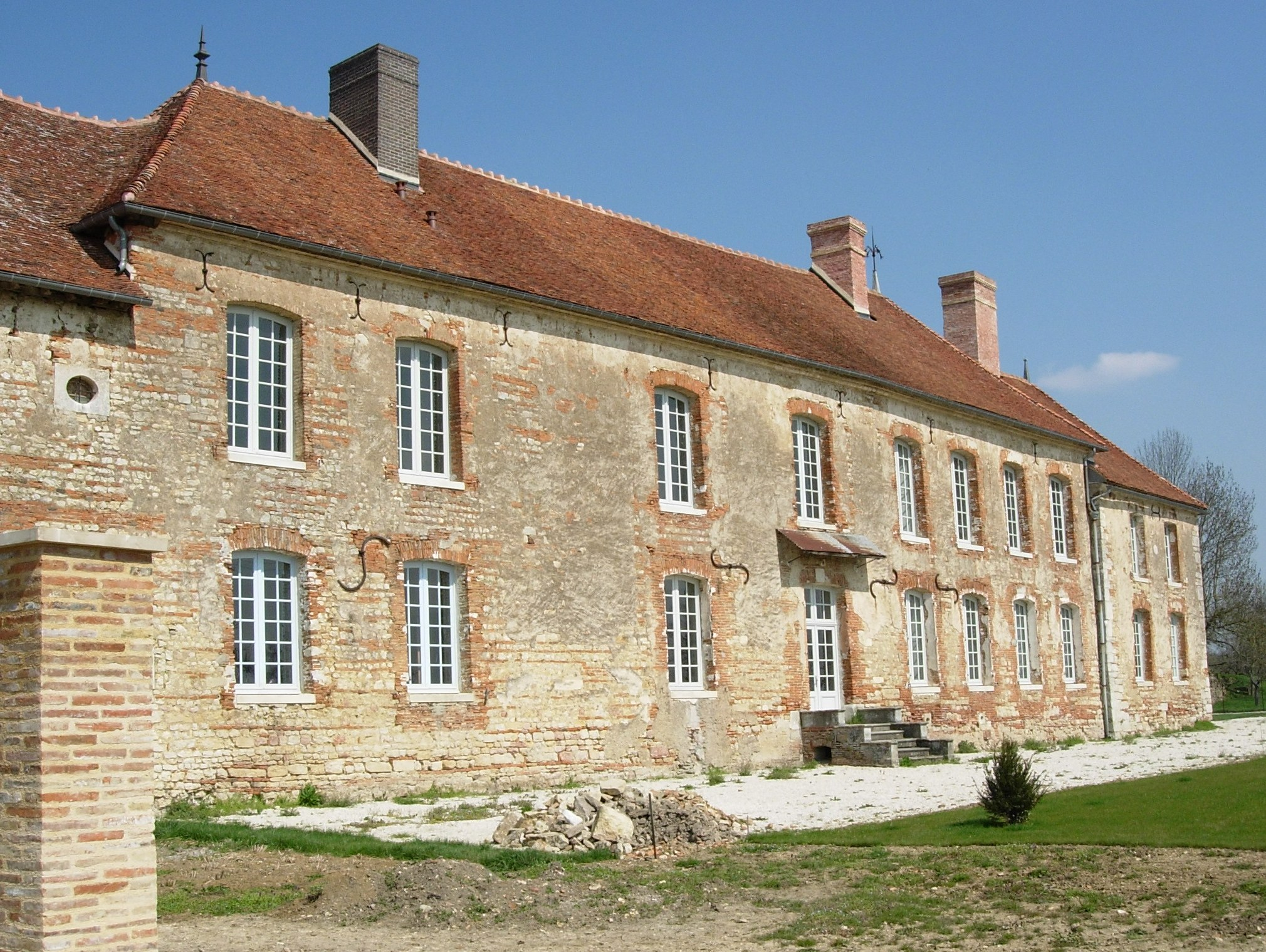
L'abbazia di Montiéramey, eretta nel IX secolo.

La diocesi di Troyes (in latino Dioecesis Trecensis) è una sede della Chiesa cattolica in Francia suffraganea dell'arcidiocesi di Reims. Nel 2022 contava 216.000 battezzati su 310.242 abitanti. È retta dal vescovo Alexandre Joly.

## Territorio
La diocesi comprende il dipartimento francese dell'Aube.
Sede vescovile è la città di Troyes, dove si trovano la cattedrale dei Santi Pietro e Paolo e la basilica di Sant'Urbano.
Il territorio è suddiviso in 43 parrocchie.

## Storia
La diocesi fu eretta nella prima metà del IV secolo. Si conoscono i primi vescovi grazie ad un catalogo della fine del XII secolo, ma noto già nel IX secolo, ritenuto affidabile da Louis Duchesne.
Primo vescovo storicamente documentato è Optaziano, la cui firma si trova nel documento redatto nel 346 con il quale, nello pseudo-concilio di Colonia, un gruppo di vescovi fece sua la decisione del concilio di Sardica a favore di sant'Atanasio. Dopo di lui gli antichi cataloghi episcopali riportano una serie di vescovi conosciuti solo per la loro presenza negli stessi cataloghi; dopo di questi è noto il vescovo san Lupo, vissuto a metà del V secolo, famoso soprattutto per aver difeso la città dalle orde unne di Attila.
Tricassium (l'antica Augustobona), capitale del popolo celtico dei Tricassi, era una civitas della Gallia Lugdunense quarta (o Senonia), come testimoniato dalla Notitia Galliarum dell'inizio del V secolo. Dal punto di vista religioso, come di quello civile, Troyes dipendeva dalla provincia ecclesiastica dell'arcidiocesi di Sens, sede metropolitana provinciale.
La città fu sede di diversi concili provinciali: nell'867, nel 1104, nel 1107 e nel 1129.
La costruzione della cattedrale gotica di Troyes fu iniziata nel 1208 e si protrasse fino al XVII secolo. Verso la fine del XIII secolo fu costruita a Troyes anche la basilica di Sant'Urbano, voluta da papa Urbano IV, originario di Troyes.
Nel 1736 il vescovo Jacques-Bénigne Bossuet, nipote del famoso teologo Jacques Bénigne Bossuet, pubblicò un Messale in cui venivano raccolte diverse istanze gianseniste: il canone, le secrete e tutto il Domine non sum dignus si dovevano pronunciare ad alta voce, le feste mariane erano minimizzate e l'altare doveva essere decorato dal solo Crocifisso, senza la presenza di vasi. L'arcivescovo metropolita di Sens Jean-Joseph Languet de Gergy condannò questo Messale, che grazie a un intervento della Corona, fu abbandonato.
All'insorgere della rivoluzione, la diocesi comprendeva circa 400 parrocchie, suddivise in 1 arcipretura, 5 arcidiaconati e 8 decanati. Nel territorio esistevano inoltre 10 chiese collegiate e 19 abbazie, di cui 15 maschili e 4 femminili.
In seguito al concordato con la bolla Qui Christi Domini di papa Pio VII del 29 novembre 1801 incorporò i territori delle soppresse sedi di Auxerre e di Sens e parte del territorio dalla diocesi di Langres; nel contempo divenne suffraganea dell'arcidiocesi di Parigi.
Il 6 ottobre 1822, in forza della bolla Paternae charitatis del medesimo papa Pio VII, le diocesi di Auxerre e di Langres e l'arcidiocesi di Sens furono ristabilite e la diocesi di Troyes tornò ad essere suffraganea dell'arcidiocesi di Sens.
L'8 dicembre 2002, con la riorganizzazione delle circoscrizioni diocesane francesi, è entrata a far parte della provincia ecclesiastica di Reims.

## Cronotassi dei vescovi
Si omettono i periodi di sede vacante non superiori ai 2 anni o non storicamente accertati.
- Sant'Amatore †
- Optaziano † (menzionato nel 346)
- Leone †
- Eraclio †
- San Melanio †
- Aureliano †
- Sant'Orso †
- San Lupo I † (426 o 427 - 29 luglio 478 o 479 deceduto)
- San Cameliano † (circa 478 o 479 - dopo il 511)
- San Vincenzo † (prima del 533 - dopo il 541)[6]
- Ambrogio † (menzionato nel 549)
- Gallomagno † (prima del 573 - dopo il 581)
- Agrezio † (menzionato nel 585)
- Lupo II †
- Evodio † (all'epoca di Desiderio di Auxerre)[7]
- Modegisilo †
- Ragnegisilo † (metà del VII secolo)
- San Leuco †
- Bertoaldo † (menzionato nel 660)
- Vanmiro o Vaimerio †
- Abbone † (prima del 667 - dopo il 673[8])
- Vulfred †
- Ragemberto †
- Aldoberto †
- Fredeberto †
- Gaucerio †
- Arduino †
- Censardo †
- San Bobino †
- Amingo †
- Aldegario † (menzionato tra il 787 e il 797)
  - Osulfo † (vescovo eletto)
- Bertulfo †
- Elia † (prima dell'829 - autunno 836 deceduto)
- Adalberto † (837 - dopo ottobre 843)[9]
- San Prudenzio † (prima dell'846[9] - 6 aprile 861 deceduto)
- Fulcherio † (861 - 869 o 870 deceduto)
- Ottulfo † (prima del 25 giugno 870 - dopo l'878)
- Bodone † (prima dell'882 - dopo marzo 891)
- Rieveo † (895 - ?)
- Otberto † (inizio X secolo)[10]
- Ansegiso † (912 o 914 - 28 dicembre 970[11] deceduto)
- Valone † (971 - 5 marzo circa 973 deceduto)
- Adrico †
- Milone I † (prima del 980 - dopo il 982)
- Manassès de Montdidier † (prima del 990 - 11 giugno 993[12] deceduto)
- Renaud I †
- Fromond I † (prima del 998 - 1034 deceduto)
- Mainard † (1034 - novembre 1049 nominato arcivescovo di Sens)
- Fromond II † (1049 - dopo il 1050)
- Hugues de Paris † (prima di aprile 1059 - dopo il 1071)
- Gauthier †
- Hugues de Dampierre † (prima del 1075 - circa 1082 deceduto)
- Milon de Pont † (1083 - 7 novembre 1121 deceduto)
- Renaud de Montlhéry † (1121 - 6 gennaio 1122 deceduto)
- Hatton † (1122 - 1145 dimesso)
- Henri de Carinthie, O.Cist. † (1145 - 30 gennaio 1169 deceduto)
- Matthieu † (1169 - 28 settembre 1180 deceduto)
- Manassé de Pougy † (1181 - 11 giugno 1190 deceduto)
- Bartolomeo di Plancy † (1190 - 20 febbraio 1193 deceduto)
- Garnier de Traînel † (1193 - 14 aprile 1205 deceduto)
- Hervée † (20 febbraio 1207 - 2 luglio 1223 deceduto)
- Robert † (agosto 1223 - 3 giugno 1233 deceduto)
- Nicolas de Brie † (prima del 30 ottobre 1233 - 24 aprile 1269 deceduto)
- Jean de Nanteuil (Jean de Troyes) † (prima di luglio 1269 - 3 agosto 1298 deceduto)
- Guichard, O.S.B. † (1298 - 14 marzo 1314 nominato vescovo di Bosnia)
- Jean d'Auxois I † (14 marzo 1314 - 13 gennaio 1317 deceduto)
- Guillaume Méchin † (2 marzo 1317 - 26 aprile 1324 nominato vescovo di Dol)
- Jean de Cherchemont † (26 aprile 1324 - 18 febbraio 1326 nominato vescovo di Amiens)
- Jean d'Aubigny † (18 febbraio 1326 - 6 novembre 1341 deceduto)
- Jean d'Auxois II † (24 settembre 1342 - 30 gennaio 1353 nominato vescovo di Auxerre)
- Henri de Poitiers † (13 marzo 1353 - 25 agosto 1370 deceduto)
- Jean de Braque † (20 settembre 1370 - 10 agosto 1375 deceduto)
- Pierre de Villiers † (12 settembre 1375 - 11 giugno 1377 deceduto)
- Pierre d'Arcy † (1377 - 18 aprile 1395 deceduto)
- Etienne de Givry † (19 luglio 1395 - 26 aprile 1426 deceduto)
- Jean Léguisé † (23 agosto 1426 - 3 agosto 1450 deceduto)
- Louis Raguier † (23 dicembre 1450 - 3 dicembre 1483 dimesso)
- Jacques Raguier † (3 dicembre 1483 succeduto - 14 novembre 1518 deceduto)
- Guillaume Petit, O.P. † (24 gennaio 1519 - 18 settembre 1527 nominato vescovo di Senlis)
- Odard Hennequin † (18 settembre 1527 - 13 novembre 1544 deceduto)
- Luigi di Guisa † (11 maggio 1545 - 1550 dimesso)
- Antonio Caracciolo † (5 ottobre 1551 - 1561 dimesso)[13]
- Claude-Charles-Roger de Bauffremont † (16 dicembre 1562 - 24 settembre 1593 deceduto)
  - René Benoit † (3 maggio 1594 - 1604 dimesso) (vescovo eletto)[14]
- René de Breslay † (18 luglio 1605 - 2 novembre 1641 deceduto)
- François Malier du Houssay † (2 novembre 1641 succeduto - 11 ottobre 1678 deceduto)
- François Bouthillier de Chavigny † (6 febbraio 1679 - prima del 10 marzo 1698 dimesso)
- Denis-François Bouthillier de Chavigny † (10 marzo 1698 - 11 maggio 1718 nominato arcivescovo di Sens)
- Jacques-Bénigne Bossuet † (27 giugno 1718 - 30 marzo 1742 dimesso)
- Mathieu Poncet de la Rivière † (9 luglio 1742 - 28 febbraio 1758 dimesso)
- Jean-Baptiste-Marie Champion de Cicé † (2 agosto 1758 - 16 febbraio 1761 nominato vescovo di Auxerre)
- Claude-Mathias-Joseph de Barral † (16 febbraio 1761 - 23 gennaio 1791 dimesso)
- Louis-Mathias de Barral † (23 gennaio 1791 succeduto - 5 ottobre 1801 dimesso[15])
- Marc-Antoine de Noé † (11 aprile 1802 - 22 settembre 1802 deceduto)
- Louis-Apollinaire de La Tour du Pin-Montauban † (20 dicembre 1802 - 28 novembre 1807 deceduto)
- Etienne-Marie de Boulogne † (11 luglio 1808 - 13 maggio 1825 deceduto)[16]
- Jacques-Louis-David de Seguin des Hons † (19 dicembre 1825 - 31 agosto 1843 deceduto)
- Jean-Marie-Mathias Debelay † (22 gennaio 1844 - 11 dicembre 1848 nominato arcivescovo di Avignone)
- Pierre-Louis Coeur † (11 dicembre 1848 - 9 ottobre 1860 deceduto)
- Emmanuel-Jules Ravinet † (18 marzo 1861 - 2 agosto 1875 dimesso)
- Pierre-Louis-Marie Cortet † (23 settembre 1875 - 15 febbraio 1898 deceduto)
- Gustave-Adolphe de Pélacot † (24 marzo 1898 - 15 aprile 1907 nominato arcivescovo di Chambéry)
- Laurent-Marie-Etienne Monnier † (10 ottobre 1907 - 7 luglio 1927 deceduto)
- Maurice Feltin † (19 dicembre 1927 - 16 agosto 1932 nominato arcivescovo di Sens)
- Joseph-Jean Heintz † (7 dicembre 1933 - 4 marzo 1938 nominato vescovo di Metz)
- Joseph-Charles Lefèbvre † (27 luglio 1938 - 17 giugno 1943 nominato arcivescovo di Bourges)
- Julien Le Couëdic † (4 novembre 1943 - 21 febbraio 1967 ritirato[17])
- André Pierre Louis Marie Fauchet † (21 febbraio 1967 - 4 aprile 1992 ritirato)
- Gérard Antoine Daucourt (4 aprile 1992 succeduto - 2 luglio 1998 nominato vescovo di Orléans)
- Marc Camille Michel Stenger (30 aprile 1999 - 28 dicembre 2020 dimesso)
- Alexandre Joly, dall'11 dicembre 2021

## Statistiche
La diocesi nel 2022 su una popolazione di 310.242 persone contava 216.000 battezzati, corrispondenti al 69,6% del totale.
| anno | popolazione | popolazione | popolazione | presbiteri | presbiteri | presbiteri | presbiteri                | diaconi | religiosi | religiosi | parrocchie |
| anno | battezzati  | totale      | %           | numero     | secolari   | regolari   | battezzati per presbitero | diaconi | uomini    | donne     | parrocchie |
| ---- | ----------- | ----------- | ----------- | ---------- | ---------- | ---------- | ------------------------- | ------- | --------- | --------- | ---------- |
| 1950 | 200.000     | 235.000     | 85,1        | 234        | 207        | 27         | 854                       |         | 56        | 550       | 457        |
| 1969 | 200.000     | 268.460     | 74,5        | 221        | 182        | 39         | 904                       |         | 80        | 524       | 103        |
| 1980 | 201.000     | 294.000     | 68,4        | 179        | 145        | 34         | 1.122                     |         | 65        | 454       | 425        |
| 1990 | 203.000     | 293.000     | 69,3        | 145        | 118        | 27         | 1.400                     | 2       | 51        | 319       | 425        |
| 1999 | 220.000     | 300.000     | 73,3        | 106        | 86         | 20         | 2.075                     | 14      | 30        | 269       | 425        |
| 2000 | 204.600     | 292.131     | 70,0        | 104        | 85         | 19         | 1.967                     | 14      | 34        | 224       | 425        |
| 2001 | 205.612     | 292.131     | 70,4        | 93         | 75         | 18         | 2.210                     | 14      | 28        | 259       | 425        |
| 2002 | 205.612     | 292.131     | 70,4        | 105        | 88         | 17         | 1.958                     | 16      | 35        | 219       | 59         |
| 2003 | 205.612     | 292.131     | 70,4        | 99         | 82         | 17         | 2.076                     | 16      | 36        | 231       | 59         |
| 2004 | 205.612     | 292.131     | 70,4        | 94         | 77         | 17         | 2.187                     | 16      | 36        | 139       | 59         |
| 2010 | 210.000     | 296.000     | 70,9        | 111        | 88         | 23         | 1.891                     | 20      | 32        | 187       | 61         |
| 2014 | 216.800     | 303.997     | 71,3        | 80         | 64         | 16         | 2.710                     | 20      | 21        | 158       | 44         |
| 2017 | 219.518     | 315.000     | 69,7        | 67         | 51         | 16         | 3.276                     | 24      | 19        | 100       | 43         |
| 2020 | 215.700     | 310.000     | 69,6        | 62         | 50         | 12         | 3.479                     | 23      | 16        | 107       | 43         |
| 2022 | 216.000     | 310.242     | 69,6        | 50         | 40         | 10         | 4.320                     | 22      | 12        | 100       | 43         |